# Frej Liewendahl
Frey Fritiof "Frej" Liewendahl (Jomala, 22 de outubro de 1902 – Mariehamn, 31 de janeiro de 1966) foi um atleta meio-fundista finlandês, campeão olímpico em Paris 1924, com a equipe da Finlândia, nos 3000 m por equipes. Nestes mesmos Jogos ele disputou os 1500 m ficando em oitavo lugar.
Suas melhores marcas na carreira, conseguidas em 1924, foram: 1500 m – 4:00.3 ; 3000 m – 8:56.9.